# Gasange
Gasange är ett vattendrag i Burundi.   Det ligger i provinsen Rutana, i den centrala delen av landet, 100 kilometer sydost om huvudstaden Bujumbura.
I omgivningarna runt Gasange växer huvudsakligen savannskog. Runt Gasange är det ganska tätbefolkat, med 80 invånare per kvadratkilometer.